# 48495 Ryugado
48495 Ryugado è un asteroide della fascia principale. Scoperto nel 1993, presenta un'orbita caratterizzata da un semiasse maggiore pari a 2,2971437 UA e da un'eccentricità di 0,1402968, inclinata di 5,80029° rispetto all'eclittica.